# Narciso Ramón Colmán
Narciso Ramón Colmán (Ybytymí, 1876 - Asunción, 1954) fue un poeta y prosista en lengua guaraní, conocido bajo el seudónimo de Rosicrán, palabra que se construye invirtiendo Narciso R.
Valor destacado de la literatura autóctona de su país y figura clave en el resurgimiento del interés por la cultura nacional originaria, durante los años veinte y treinta del siglo pasado.
Narciso R. Colmán escribió sus poemas y canciones en guaraní bajo el seudónimo de Rosicrán. 
De sus libros más conocidos hay que destacar: Okara Poty (1917), antología que reúne más de setenta poemas, y Ñande Ypykuéra (1929), su obra cumbre, con 2800 versos. También es autor de Ñe'ënga Rovy (1934), Ñandejára ñe'ë poravopýre (1935) y Nuestros antepasados (1937, traducción de Ñande Ypykuéra), entre otras obras publicadas, y de una serie de poemarios y versos aún inéditos.

## Vida
Narciso R. Colmán nació en la ciudad de Ybytymí, en el noveno departamento de Paraguarí el 29 de octubre de 1876. Escribió sus poemas bajo el seudónimo de "Rosicrán" y fue conocido también como "Anacreonte Paraguayo". Su padre fue el señor Juan Vicente Colmán y su madre la señora Rosa Isabel Cuellar. 
Realizó sus estudios primarios en el Liceo de Niños de la Capital y luego en la Escuela Normal de la Asunción. Se dedicó a la profesión de telegrafista del Ferrocarril Central. En esta empresa ocupó rápidamente el cargo de Jefe de la Estación de Ybytymí. Luego viajó a la Argentina donde siguió trabajando como telegrafista, pero esta vez de los Ferrocarriles Argentinos. Regresó al Paraguay en el año 1901. Más tarde se desempeñó como juez de paz en la ciudad de San Bernardino. En esa época empezó a cultivar su lengua nativa, de allí nacen sus primeros trabajos de prosa y verso, que más adelante se publicaron en semanarios asuncenos que fueron redactados en guaraní.
En 1917, reunió sus poesía, en un solo volumen, y las editó en Asunción, bajo el título de Ocara Poty. La traducción en español de esta designación es “flor silvestre”, “flor campesina” o “flor del campo”. La obra llevó un prólogo del señor Rufino A. Villalba, quien, también escribió la guía prosódica, ortográfica y las notas aclaratorias de cada canto. En el año 1921, se publicó también en Asunción la segunda edición de “Okara Poty”, en dos tomos. El primero llevó una introducción del señor Juan E. O'Leary, en prosa y el segundo, del señor Cecilio Báez, en verso. 
Su obra “Ñande Ypy Cuera” fue premiada en el Congreso de Americanistas, que se reunió en la ciudad de Río de Janeiro en el año 1922. Este se refiere a un poema mitológico y etnogenético. En él se desarrolla la protohistoria de la raza guaraní, a la que le sigue un estudio etimológico de los nombres, de los mitos y de las voces que fueron empleados en la obra por el autor.

## Obras

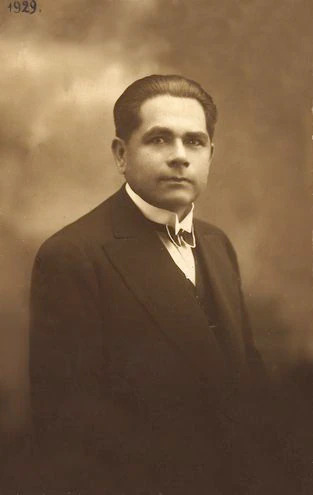
Narciso Ramón Colman

Uno de sus libros más conocidos son: “Okara Poty”, su primer libro publicado en el año 1917, consistía en una antología que reunió más de setenta poemas, “Ñande Ypykuéra" (1929), que fue su obra cumbre, con un total de 2800 versos. 
También es responsable de “Ñe'ënga Rovy” (1934); "Ñe'ẽnga", con mil refranes;“Ñandeyara ñeé poravopýre” (1935) y “Nuestros antepasados”, publicada en el año 1937, así también fue “Nuestros Antepasados”, traducción de “Ñande Ypykué
ra” editada en Asunción, en 1929, por los talleres de “El Arte”.
Es autor de una serie de versos y poemarios aún inéditos. Ayudó, además, en la traducción de la Biblia "Tũpa ñe'ẽ poravopyre" (Palabras Escogidas por Dios). Esta obra fue escrita con la colaboración de la señora Margarita de Airth. Obra de gran importancia cultural y religiosa para la sociedad paraguaya. Entre otras obras más que fueron publicadas. 
Así también, es autor de Era, que significa almácigo. Esta obra contiene una docena de temas de índole política, social, económica y moral que pueden ser desarrollados en conferencias públicas, en el idioma guaraní, para una mejor comprensión del campesino paraguayo; de Che míro guá (la suerte mía). 
Fue una persona reconocida por su valiosa labor por la literatura autóctona de su país y es una figura representativa del resurgimiento del interés de la ciudadanía por la cultura nacional de los años veinte y treinta, ya del siglo pasado.
Un poco más tarde, Narciso Ramón Colman, fue secretario de la Corte Suprema de Justicia y se desempeñó también como juez en lo Criminal. Inclusive llegó a ser conocido internacionalmente y fue miembro de varias instituciones culturales lingüísticas extranjeras.
En el año 1906 se casó en primeras nupcias con Victoria Mersán; y por segunda vez, en 1937, con Venancia González Contreras. De estos matrimonios tuvo cinco hijos. Una de sus hijas es María Victoria Colmán De Jacks (del primer matrimonio). Del segundo son Narciso Reyes Colman, Florencio de los Santos Colman (+), Juan Bernabé Colman (+) y Teófilo Ramón Colman (+). También Helena Colman. Entre sus nietos, Lilian Jacks Colman, Julio César Colman Cubilla, María Emilia Colman, Nancy Dalila Colman de López, Francisco Javier Colman, William David Colman, César David Colman Franco, Johnatan Colman.

## Reconocimientos
Por su gran labor en lo cultural, el Gobierno Nacional de la Capital lo condecoró con la “Orden Nacional del Mérito”.
En el año 1930, la Dirección del periódico de literatura «El Ideal» de Buenos Aires, le otorgó al señor Colmán, una medalla de oro artística. 
A su avanzada edad y ya retirado, tuvo la gran satisfacción de que la Asociación de Poetas, Escritores y Artistas Guaraníes le organizara una caravana hasta su bello pueblo natal y le rindiera un homenaje modesto pero emotivo y cordial, en el que, por más de 10 horas, le brindaron su mejor repertorio.
Con Colmán revivió en el Paraguay el amor y la valoración por la lengua nativa, el guaraní. Fue el primero de los poetas de las postguerra que enalteció la cultura y el idioma autóctona del país. Fue el escritor que más escribió en la lengua de sus ancestros.

## Cargos ocupados

### Privados y públicos
- Año 1889 a 1894: Telegrafista y Jefe de varias estaciones del F.C.C.P.
- Año 1895 a 1897: Mensajero, legajero y telegrafista, sucesivamente en el Telégrafo Nacional.
- Año 1924: Obtuvo su Jubilación como funcionario de la administración de Justicia.
- Año 1919 a 1924: Juez en lo Criminal de la ciudad de San Roque.
- Año 1913 a 1916: Juez de paz en la ciudad de San Bernardino.
- Año 1904 a 1909: juez de paz en la ciudad de Caballero.
- Año 1901 a 1902: Diversos puestos en los Tribunales.
- Año 1899 a 1900: Telegrafista y Jefe de Estación en el F.C.Bs. Aires al Pacífico.
- Año 1898 a 1899: Telegrafista y Auxiliar en el P. C. Buenos Aires al Rosario.
- Año 1910 a 1912: Fue jefe de la Central e inspector general del Telégrafo Nacional.

## En prensa
Ysapy Jajái (Rocío titilante) más de 60 canciones, Era (almácigo) Una docena de temas de índole social, político; de economía, moral, etc. para ser desarrolladas en conferencias públicas en guaraní, para mejor comprensión del campesino paraguayo; ¡Chemírõgua! (¡La suerte mía!) trabajo destinado para un film cinematográfico.Tema: una emotiva escena pasional; Yvoty rakãngue (Ramojo de la flor) Con 40 canciones en guaraní y los juicios críticos que lograron sus obras.
Su hijo mayor Narciso Reyes Colman González, profesor de música, guitarra y miembro del Ateneo Paraguaya, llevó adelante la reimpresión de varias de sus obras y la grabación de temas musicales con letra de ROSICRAN, que pueden ser adquiridas en algunas librerías y existe un proyecto de una Fundación que se ocupe de divulgar todas sus obras.
Algunos de sus poemas fueron grabados por el artista Rudy Torga y pueden escucharse en algunas páginas en guaraní de Paraguay.